# Kotuszewo
Kotuszewo (deutsch Kutusow, 1938–1945 Priemfelde, kaschubisch Kòtuszewò) ist ein kleiner kaschubischer Ort in der polnischen Woiwodschaft Pommern. Er gehört zur Gemeinde Czarna Dąbrówka (Schwarz Damerkow) im Powiat Bytowski (Kreis Bütow).

## Geographische Lage
Kotuszewo liegt etwa vier Kilometer nordöstlich von Kozy und ist über einen Landweg zu erreichen. Eine Bahnanbindung besteht nicht.

## Ortsname
Der früher Kutusow genannte Ort wurde per Erlass vom 29. Dezember 1937 in Priemfelde umbenannt.

## Geschichte
Bis 1945 war der Ort ein Ortsteil der Landgemeinde Kose (heute polnisch: Kozy) im Landkreis Stolp im Regierungsbezirk Köslin der preußischen Provinz Pommern und mit deren Geschichte verbunden.
Seit 1945 ist Kutusow unter der Bezeichnung Kotuszewo polnisch. Der Ort ist in die Gmina Czarna Dąbrówka im Powiat Bytowski der Woiwodschaft Pommern (1975 bis 1998 Woiwodschaft Słupsk) eingegliedert und Sitz eines Schulzenamtes. Hier leben heute etwa 15 Einwohner.

## Kirche
Kirchlich war Kutusow bzw. Priemfelde bis 1945 in das evangelische Kirchspiel Mickrow (heute polnisch: Mikorowo) eingepfarrt, das zum Kirchenkreis Stolp-Altstadt in der Kirchenprovinz Pommern der Kirche der Altpreußischen Union gehörte.
Seit 1945 ist Kotuszewo ein Teil der katholischen Pfarrei Mikorowo im Dekanat Łupawa (Lupow) im Bistum Pelplin der Katholischen Kirche in Polen. Hier lebende evangelische Kirchenglieder sind in die Kreuzkirchengemeinde in Słupsk (Stolp) in der Diözese Pommern-Großpolen der Evangelisch-Augsburgischen Kirche in Polen eingegliedert.